# Abadía de Nuestra Señora de Staouëli
La Abadía de Nuestra Señora de Staouëli es un monasterio trapense en el país africano de Argelia, creado en 1843. El monasterio fue construido en la abadía el 11 de julio de 1846 por el obispo Louis-Antoine-Augustin Pavy. Charles de Foucauld vivió allí. Los monjes lo abandonaron en 1904. Este edificio simboliza desde hace sesenta años, la presencia del cristianismo en Argelia.
En 1843, trece monjes de la abadía francesa de Aiguebelle se establecieron en el primer monasterio cisterciense en Argelia. El Sr. Corcelle miembro Católico del Departamento del Orne, había informado al vicario general de su plan de unir Argelia al estado francés (Francia colonizaba a Argelia), a través de la religión.